# Onthophagus sunantaae
Onthophagus sunantaae es una especie de insecto del género Onthophagus, familia Scarabaeidae, orden Coleoptera.
Fue descrita científicamente por Masumoto en 1989.